# Взгляд Улисса
«Взгляд Улисса» (греч. Το Βλέμμα του Οδυσσέα, фр. Le Regard d'Ulysse) — кинофильм Тео Ангелопулоса. Получил Гран-при Каннского кинофестиваля 1995 года. Входит в список ста величайших фильмов по версии журнала Тайм.
Реальное путешествие главного героя в фильме, действие которого происходит в 1990-е годы, наложено на сцены из истории Балкан времён от 1900-х до 1950-х годов; периодически основная сюжетная линия прерывается, и главный герой оказывается в другом времени, но географически на том же месте. Кроме того, в сюжетную линию заложены прямые аналогии с «Одиссеей» Гомера: главный герой фильма совершает путешествие в поисках цели, тем самым являясь аналогом Одиссея (Улисса); его спутница, все роли которой играет одна и та же актриса, поочерёдно представляет Пенелопу, Калипсо, Цирцею и Навсикаю, в конце фильма снова на короткое время превращаясь в Пенелопу. Многие сцены могут быть отождествлены со сценами из Одиссеи. Однако, в отличие от поэмы Гомера, которая заканчивается возвращением Одиссея на родину, конец фильма остаётся открытым: зритель не понимает, закончилось ли путешествие главного героя.
Музыку, написанную композитором Элени Караиндру, исполняет оркестр, скрипка соло Ким Кашкашьян.

## Сюжет
Главный герой фильма, американский кинорежиссёр греческого происхождения, имя которого в фильме не названо (в сценарии он обозначен как А, Харви Кейтель), возвращается после многих лет отсутствия в Грецию в поисках трёх непроявленных роликов незаконченного фильма братьев Манаки. Фильм, снятый в 1905 году, должен стать первым греческим кинофильмом и первым фильмом, снятым на Балканах. Найдя фильм, А рассчитывает увидеть Балканы новым «взглядом», откуда и название фильма. В поисках фильма он совершает путешествие, которое начинается в Греции, и через Албанию, Македонию, Болгарию, Румынию, Сербию и Боснию приводит его в киноархив в Сараево. Действие фильма происходит в начале 1990-х годов, во время гражданской войны в Боснии и Герцеговине.
Фильм начинается с показа немого кино с ткущими деревенскими женщинами. Это и есть фильм братьев Манаки 1905 года, который ищет А. Зритель с самого начала знает ответ на вопрос о том, существует ли материал, и тем самым может отвлечься от сюжетной развязки и сосредоточиться на путешествии («одиссее») А. Затем следует сцена, в которой в 1954 году старик с кинокамерой, Янаки Манаки, снимает выход корабля из порта Салоников. За Манаки стоит его ассистент, который одновременно рассказывает А об этой сцене в 1990-е годы. Фильм постепенно становится цветным. В конце сцены Манаки, закончив съёмку, умирает от инфаркта, а ассистент идёт к правому краю экрана, где встречает стоящего А. Затем А идёт налево, но Манаки уже нет на сцене, а камера находит корабль.
Затем начинается собственно действие фильма. А приезжает во Флорину на севере Греции, затем берёт такси и пересекает границу с Албанией. Во Флорине он встречает демонстрацию, при этом женщина средних лет (Майя Моргенштерн) переходит дорогу перед машиной и исчезает в толпе демонстрантов. На границе он берёт в машину старую женщину. Она собирается встретиться с сестрой, которую не видела сорок пять лет. Путь от границы до города представлен как мрачный зимний пейзаж, с людьми, молчаливо стоявшими вдоль дороги. В городе Корица женщина выходит, а А едет дальше. Такси направляется в сторону македонской границы, но останавливается из-за снежных заносов.
Далее А оказывается в Монастири, где находит дом братьев Манаки, превращённый в музей. Внутри он встречает женщину (Майя Моргенштерн), затем встречает её же в поезде в Скопье, объясняет ей цель своего путешествия. Оказывается, что женщину зовут Кали (явная отсылка к Калипсо). Она говорит А, что в архивах в Скопье нет фильма Манаки. Тогда А отправляется в Болгарию, и встречает Кали на платформе. Она бежит за поездом, пока А не втягивает её в вагон.
На границе А и Кали высаживают из поезда, по-видимому, из-за проблем с паспортом А. Его допрашивают болгарские пограничники, и А представляет себя на месте Янаки Манаки, которого допрашивают, приговаривают к расстрелу, и в последний момент приходит письмо царя Фердинанда I, заменяющее расстрел изгнанием из страны. В Пловдиве А и Кали садятся на поезд в Бухарест, и когда они выходят, их встречает молодая женщина, которую А называет матерью. Он снова перемещается в прошлое. На автобусе они едут в Констанцу, где А попадает на праздник, посвящённый возвращению его отца из тюрьмы в 1945 году. В отеле в Констанце А и Кали проводят ночь, после чего он произносит «Мне жаль, что я не могу любить тебя», и садится в баржу, идущую вверх по Дунаю, в то время как Кали остаётся на причале.
А сходит с баржи в Белграде и встречает старого друга Никоса. Они находят старика, который когда-то был хранителем Белградского архива кинофильмов. Он рассказывает, что ленты Манаки находятся у его друга в архиве в Сараево. А решает ехать в охваченную войной Боснию. В следующей сцене А, спящего в амбаре, будит молодая женщина (Майя Моргенштерн). Она ведёт его к реке, и в лодке они поднимаются вверх по течению. В конце концов они приплывают в разрушенную деревню и подходят к тому месту, где когда-то был дом женщины. Очевидно, её муж погиб при обстреле деревни. В развалинах А находит свадебную фотографию женщины, а затем посреди развалин неожиданно возникает стол, за которым они ужинают. Слышны дальние звуки обстрела. С утра женщина рубит лодку топором (аллюзия на Цирцею), после чего они возвращаются и занимаются любовью. Ночью А на маленькой лодке отплывает в Сараево.
В подвале в Сараево он находит хранителя архива, Иво Леви (Эрланд Юзефсон). Они вместе идут в здание архива. У Леви есть все три ролика, но пока он не смог найти правильную формулу для проявителя. Видя энтузиазм А, он обещает попробовать вновь. Всё действие в Сараево происходит на фоне обстрелов города.
А засыпает в подвале Леви, а когда просыпается, обнаруживает его дочь Наоми (отсылка к Навсикае, снова Майя Моргенштерн). Ночью Леви сообщает ему, что нашёл формулу и поставил плёнки проявляться.
На следующее утро весь город покрыт густым туманом. Леви объясняет. что туман является праздником для жителей Сараево, так как обстрелы невозможны. Они проходят мимо играющего прямо на улице детского оркестра, затем подходят к танцующим парам. В этот момент к ним присоединяется Наоми, и они танцуют с А. Музыка сменяется с рока на ритм 1950-х годов, а Наоми превращается в женщину, которую А видел во Флорине (Пенелопа). Затем к ним подходят родственники Леви, и все вместе идут гулять вдоль реки. А и Леви, беседуя, несколько отстают. Неожиданно они слышат звук остановившейся машины и мужские голоса. Леви убегает вперёд, затем слышатся выстрелы, после чего машина уезжает. А идёт вперёд и обнаруживает тела сначала Иво Леви, а затем Наоми. Он обнимает её, затем встаёт и в слезах идёт к архиву, проходя мимо всё ещё играющего оркестра.
Фильм заканчивается сценой, в которой А, сидя в архиве, смотрит фильм братьев Манаки.

## В ролях
- Харви Кейтель — господин А
- Майя Моргенштерн — женщина во Флорине; Кали; женщина в Сербии; Наоми.
- Танасис Венгос — таксист
- Дора Воланаки — старая женщина на границе.
- Маня Пападимитриу — мать А
- Гиогос Михолакопулос — Никос
- Эрланд Юзефсон — Иво Леви